# Amiralernas revolt

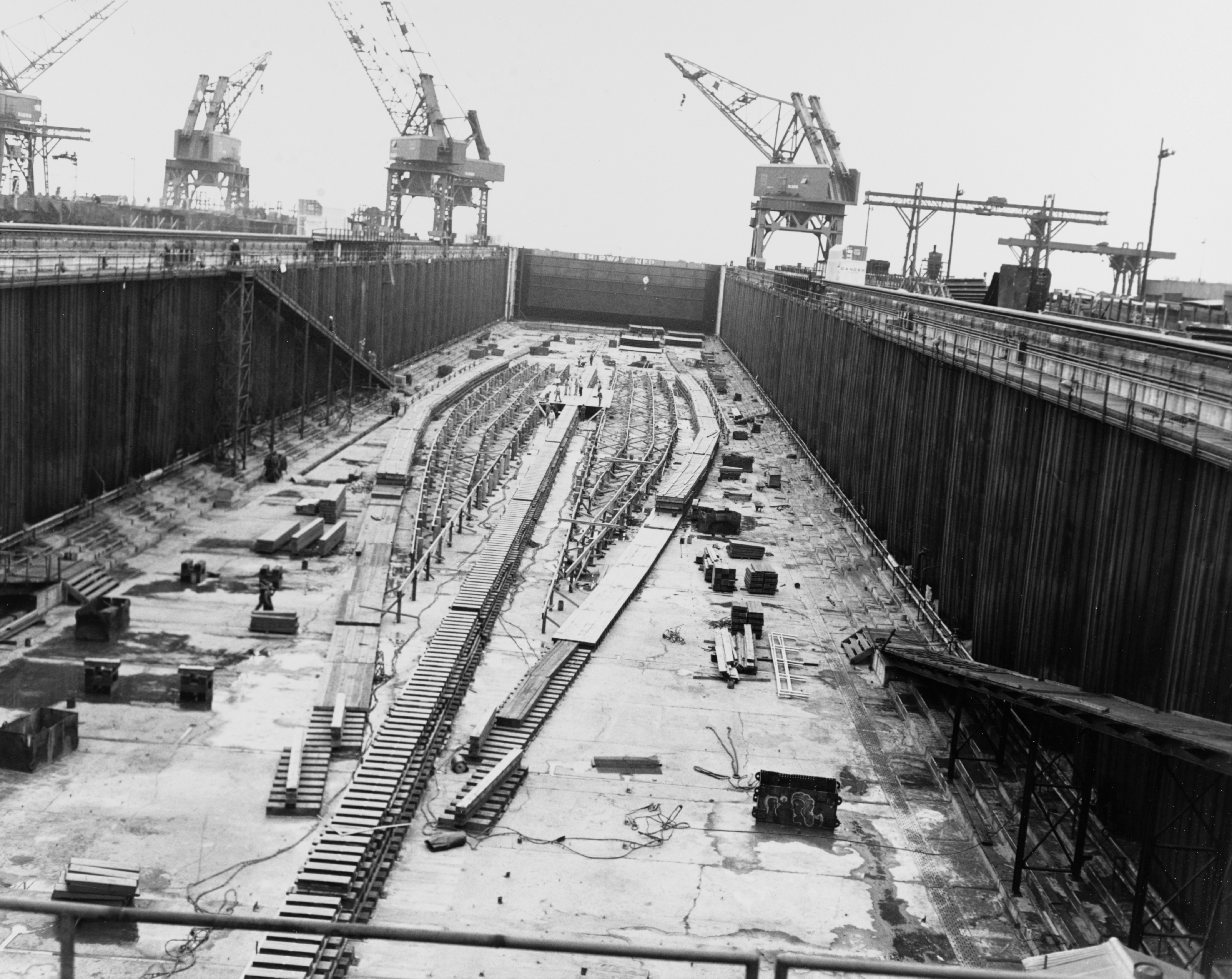
Kölen till USS United States (CVA-58) i torrdocka på Newport News Shipbuilding strax innan bygget avbröts.

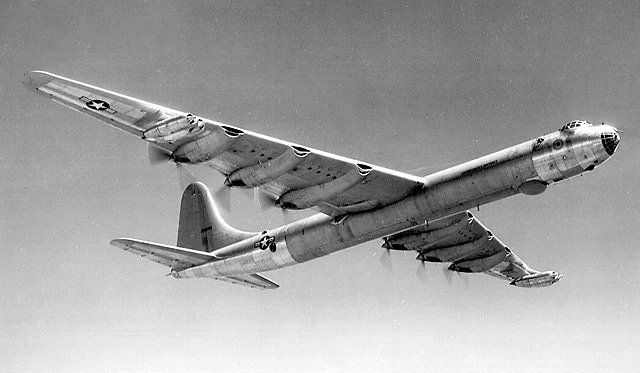
Convair B-36 Peacemaker var världens dittills största serieproducerade flygplan.

Amiralernas revolt (engelska: Revolt of the Admirals) var en försvarspolitisk strid som blossade upp i USA 1949. Konflikten bottnade i rivaliteten mellan USA:s flotta och det nybildade USA:s flygvapen. Båda ansåg sig ha de bästa förutsättningarna att utnyttja den nya tekniken med atomvapen under förutsättning att de fick finansiering för sina respektive hjärteprojekt. I flottans fall de enorma hangarfartygen av United States-klass och i flygvapnets fall det likaledes enorma bombflygplanet Convair B-36 Peacemaker. Den utlösande faktorn var när Louis A. Johnson, som ersatt James Forrestal som USA:s försvarsminister i mars 1949, beslöt att avbeställa alla fem fartyg i United States-klassen. Flottan svarade med en smutskastningskampanj riktad både mot bombflygplanet B-36, mot Convair och mot Johnson personligen. Flera höga marinofficerare blev kallade till förhör i USA:s representanthus försvarskommitté i augusti, bland annat flera sjöhjältar från andra världskriget som Chester Nimitz, William Halsey och Raymond Spruance. Ingen av dem kunde bevisa att några oegentligheter ägt rum avseende anskaffningen av B-36 och använde i stället tillfället att vädra sin kritik av Truman-administrationens militära doktrin. Det kunde inte tolereras och efter att förhören avslutades blev amiral Louis Denfeld och viceamiral Gerald Bogan omplacerade, men valde valde att i stället gå i pension. Flera amiraler hade kunnat tvingas gå samma väg om inte Koreakriget hade kommit emellan.

## Bakgrund
I och med atombombningen av Hiroshima och Nagasaki hade ett nytt vapen dykt upp som i ett slag förändrade förutsättningarna för modern krigföring. Den första generationens atombomber var dock både stora och tunga och det enda sättet att transportera dem till ett eventuellt mål var med ett tungt bombflygplan. Flottan hade inga tunga bombflygplan; deras hangarfartyg var för små för att tunga bombflygplan skulle kunna starta och landa på dem. Arméns flygvapen hade ett tungt bombflygplan – Boeing B-29 Superfortress – och det ännu större bombflygplanet Convair B-36 Peacemaker var redan under utveckling. Flottan ansåg att flygbaser var alltför sårbara för ett fientligt angrepp, i synnerhet om ett sådant angrepp utfördes med kärnvapen. Hangarfartyg däremot var rörliga mål och svåra att upptäcka vilket gav dem betydligt större chans att överleva i ett kärnvapenkrig. Därför var det viktigt för flottan att så fort som möjligt skaffa sig nya hangarfartyg stora nog att kunna operera kärnvapenbärande bombflygplan. Så stora hangarfartyg var förstås väldigt dyra och flottan var tvungen att konkurrera med de andra vapengrenarna om efter världskrigets slut krympande försvarsanslag.

## Upptrappning

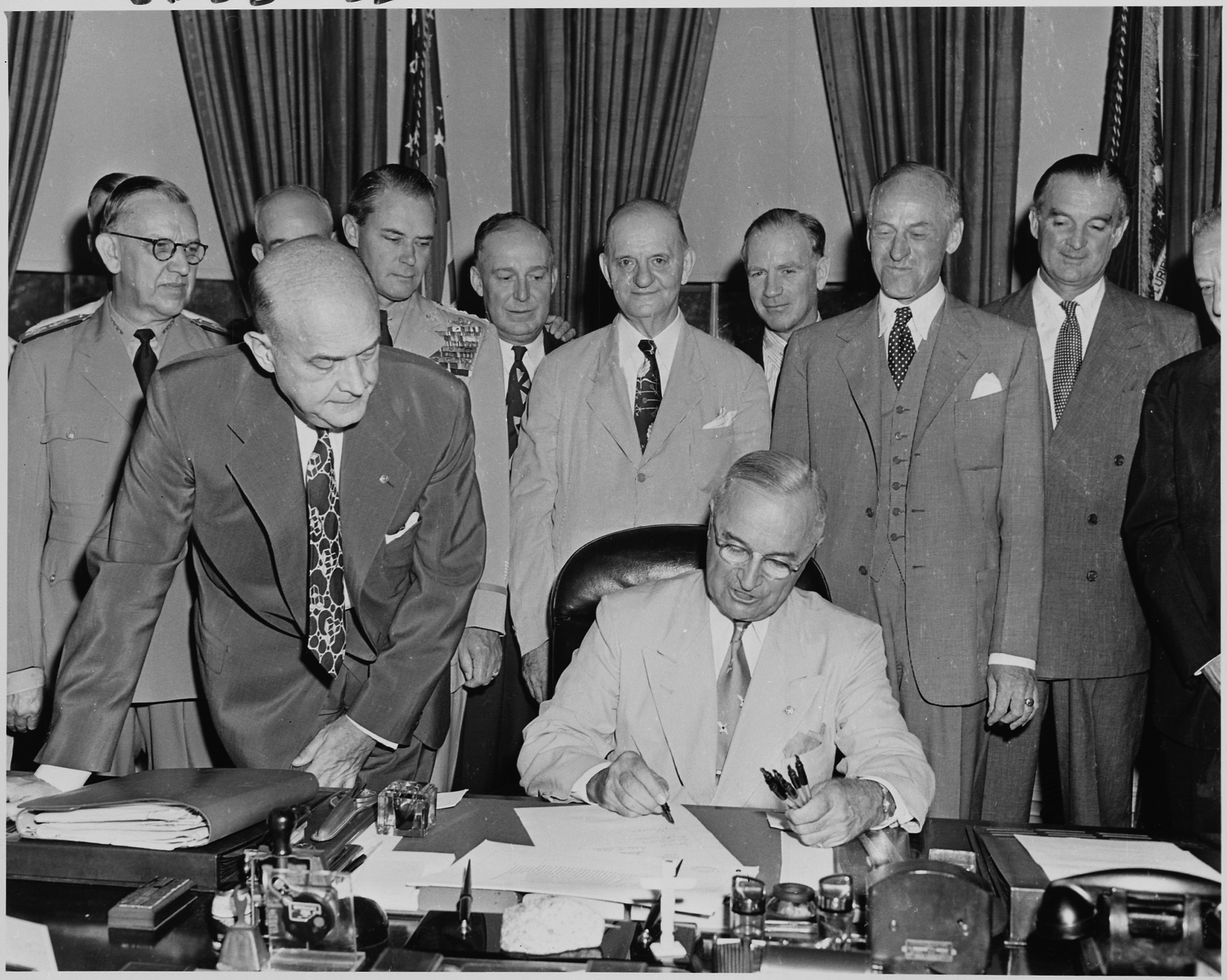
President Truman undertecknar 1949 års tillägg till National Security Act of 1947. Intill honom försvarsminister Johnson och bakom försvarsgrenscheferna Denfeld, Bradley och Vandenberg.

### Superhangarfartygen
Försvarsministern James Forrestal var en varm anhängare av flottan och såg de föreslagna hangarfartygen i United States-klassen som ett lämpligt komplement till flygvapnets bombflygplan. Forrestal kom dock inte överens med president Harry S. Truman angående försvarsbudgeten. Konflikten försvårades av att Forrestal inte trodde att Truman skulle bli omvald i presidentvalet 1948 utan i hemlighet kommit överens med Thomas Dewey om att få fortsätta som försvarsminister i hans regering. När Truman trots allt blev omvald valde han att göra sig av med Forrestal. I stället tillträdde Louis Johnson som ny försvarsminister 28 mars 1949. Johnson delade Trumans uppfattning om att försvarsbudgeten måste minska nu när kriget var över och hangarfartygen i United States-klassen blev hans första måltavla. Trots att bygget av det första fartyget redan hade påbörjats lades projektet ner 23 april.

### Vapengrenarnas indelning
Redan 1945 hade en statlig utredning lagt fram förslaget att USA:s marindepartement och USA:s krigsdepartement borde slås ihop till ett försvarsdepartement. Flottan var starkt kritisk till förslaget eftersom det innebar att flottan inte längre skulle ha en ”egen” minister som civil ledning, utan tvingas tävla med armén och det i utredningen föreslagna flygvapnet om politiskt inflytande. I december röstade USA:s senat igenom National Security Act of 1947 som innebar att förslaget blev verklighet, något som ledde till utbrett missnöje inom flottan. Johnson var beredd att gå ännu längre genom att avveckla USA:s marinkår och att föra över flottans flyg till flygvapnet.

## Konflikten
Veckan efter att United States-klassen hade avbeställts mottog flera kongressledamöter ett anonymt brev som påstod att Johnson hade suttit i Convairs styrelse och därför hade en intressekonflikt när det gällde anskaffandet av B-36. Dokumentet innehöll också påståenden om att kostnader och tekniska brister rörande B-36 hade undanhållits kongressen. Brevet var början av en smutskastningskampanj mot B-36, mot Convair och mot Johnson personligen som i hemlighet genomfördes av en grupp kallad OP-23 inom flottans underrättelsetjänst. Breven ledde till att kongressen i maj 1949 startade en utredning som snart kom fram till att brevet skrivits av Cedric Worth som arbetade som assistent åt marinsekreteraren Dan A. Kimball. Kommittén kom fram till att inga formella fel hade begåtts rörande inköpet av B-36, men att satsningen på B-36 och avbeställningen av United States-klassen kunde vara baserat på bristfälligt underlag.
Det ledde till nya förhör i oktober där flera höga marinofficerare, däribland sjöhjältar från andra världskriget som Chester Nimitz, William Halsey, Raymond Spruance, Ernest King och Arleigh Burke kallades. Utredningen påskyndades av att Sovjetunionen 23 september hade genomfört sitt första kärnvapenprov och att USA därmed inte längre var ensam kärnvapenmakt. Amiralerna riktade svidande kritik mot B-36 och flygvapnet som försvarades av Stuart Symington och Hoyt Vandenberg. Armén representerades av Omar Bradley som tillika var USA:s försvarschef. Han höll till en början låg profil, men irriterades allt mer av osakligheten i flottans argument. Efter en vecka kom han överens med kommitténs ordförande Carl Vinson om att avsluta utredningen i förtid och att rent militära överväganden i framtiden skulle avhandlas av Joint Chiefs of Staff.

## Upplösningen
Att Bradley officiellt sågade flottans argument blev slutet på amiralernas revolt. Marinminister Francis P. Matthews omplacerade marinchefen amiral Louis E. Denfeld. Han erbjöds posten som chef för Atlantkommandot, men Denfeld föredrog att i stället gå i pension och ersattes av Forrest Sherman. Även viceamiral Gerald F. Bogan föredrog pension framför att bli chef för Naval Air Station Jacksonville. Arleigh Burke, som varit chef för OP-23, riskerade också omplacering, men han räddades av Truman personligen efter att kongressen kritiserat behandlingen av Denfeld. Även andra amiraler som riskerade omplacering eller annan administrativ bestraffning räddades av det plötsliga behovet av erfarna befälhavare när Koreakriget bröt ut.

## Eftermäle

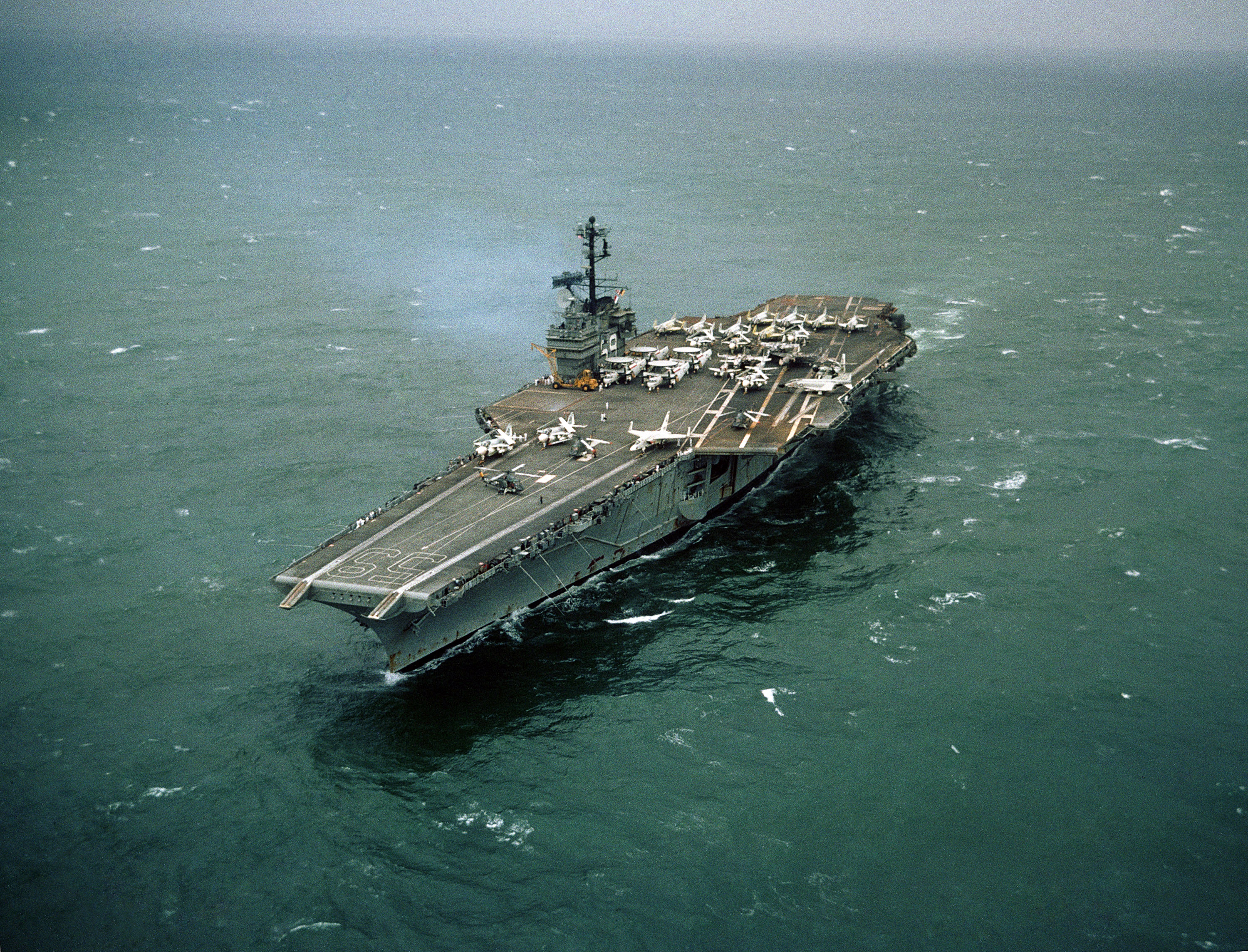
Bara tio meter kortare och 8 000 ton lättare än USS United States kom och hennes systerfartyg att fylla samma roll och fler därtill.

Krisens upplösning bekräftade den civila administrationens makt över de väpnade styrkorna. Även om United States-klassen aldrig blev verklighet kom Forrestal-klassen att fylla ungefär samma funktion, fast till en lägre kostnad och med mycket större flexibilitet att även fylla andra roller. Dessa hangarfartyg var stora nog att operera kärnvapenkapabla bombflygplan som North American AJ Savage och Douglas A3D Skywarrior som tack vare jetdrift kunde göras mindre än de bombflygplan som planerades för United States-klassen. Flygvapnet fortsatte att ta Convair B-36 Peacemaker i tjänst, men den fick en relativt kort karriär innan den ersattes av Boeing B-52 Stratofortress. Koreakriget innebar också ett stopp på nedskärningarna av försvarsbudgeten. Försvarsminister Johnson fick bära hundhuvudet för nedskärningarna och ersattes av George C. Marshall i september 1950. Koreakriget visade också på behovet av att kunna utkämpa ett krig med konventionella vapen vilket gjorde att fokuset på kärnvapen allt mer flyttades från det taktiska till det strategiska planet.